# Повстання татар-липків
Повстання на Липці — повстання 1672 року кількох кавалерійських корогв (полків) татар-липків, які служили у військах Великого князівства Литовського та Речі Посполитої з XIV століття. Безпосередньою причиною повстання була заборгованість із заробітною платою, хоча свою роль також зіграло посилення обмежень їхніх давніх привілеїв і релігійної свободи.

## Фон

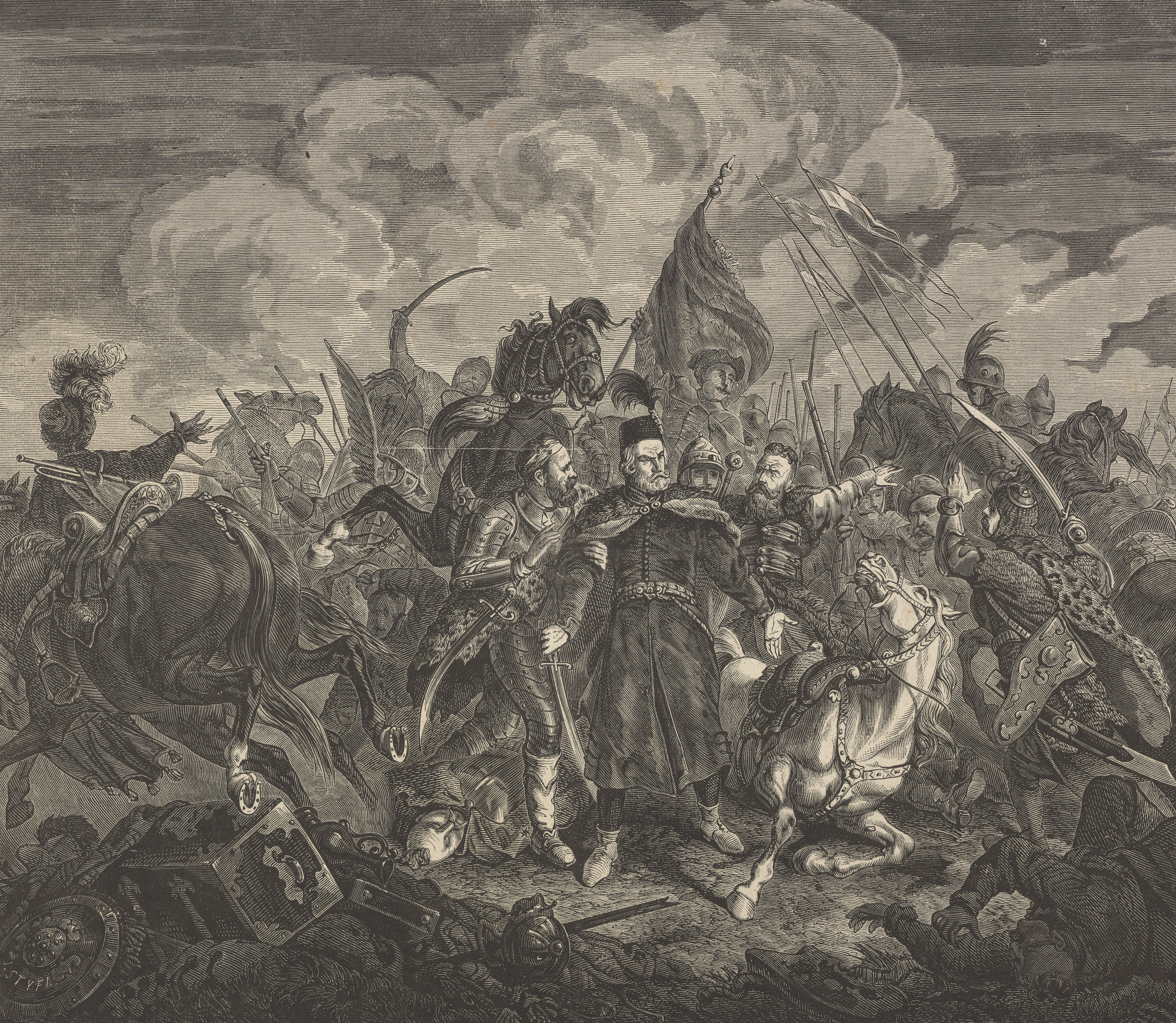
Цецорська битва (1620), у якій татари-липки воювали проти Османської імперії на боці Речі Посполитої.

Татари-липки — група татар, які оселилися у Великому князівстві Литовському в XIV столітті, а згодом — у Речі Посполитій. Вони отримали шляхетський статус і воювали на польсько-литовському боці в Грюнвальдській битві. У Речі Посполитій вони утворювали особливу військову спільноту, зберігаючи при цьому свою мусульманську релігію та татарські традиції.

До цього повстання татари-липки сумлінно служили Речі Посполитій і вважалися одними з кращих і найбільш відданих її вояків. На початку XVI століття емісари Кримського ханства намагалися схилити їх до зради Речі Посполитої і отримали відповідь:
Ні Бог, ні Пророк не наказують вам грабувати, а нам не наказують бути невдячними. Перемагаючи вас, ми вбиваємо звичайних бандитів, а не наших братів.
Згодом татари-липки воювали на польсько-литовському боці проти османів і Кримського ханства в Цецорській битві, першій битві під Хотином, і проти сил Мехмеда Абази-паші в польсько-османській війні 1633 року.
Проте становище татар у складі Речі Посполитої погіршилося в другій половині XVII ст. Повстання Хмельницького та московське вторгнення до Литви знищили значну частину татарських засобів до існування. Водночас у війнах проти різноманітних загарбників Річ Посполита залучала багато іноземних, нелипківських татар, найманців, які в умовах хаосу та слабкої дисципліни часто грабували місцеві господарства та володіння. Це, у поєднанні зі зростаючими наслідками Контрреформації та пов'язаним із цим зменшенням традиційної релігійної свободи в Речі Посполитій, призвело до того, що річпосполитська шляхта все частіше вороже ставилася до всіх татар, у тому числі до липків. Кульмінацією цього стало прийняття кількох законів у 1667 році, які скасовували татарські привілеї та обмежували їхні релігійні свободи. Зокрема, нові закони обмежували просування татар на військові посади, а також забороняли будівництво нових мечетей у Руських воєводствах Речі Посполитої. Зрештою сейм ухвалив, що татарським воякам має бути виплачена лише четверта частина платні (це стосувалося й волоських частин).
Заворушення серед Липків призвели до того, що 1668 року польський король Ян Казимир, незадовго до свого зречення, скасував ці закони. Але образа була зроблена, і, що особливо важливо, заробітна плата так і не була виплачена, як було обіцяно.

## Повстання

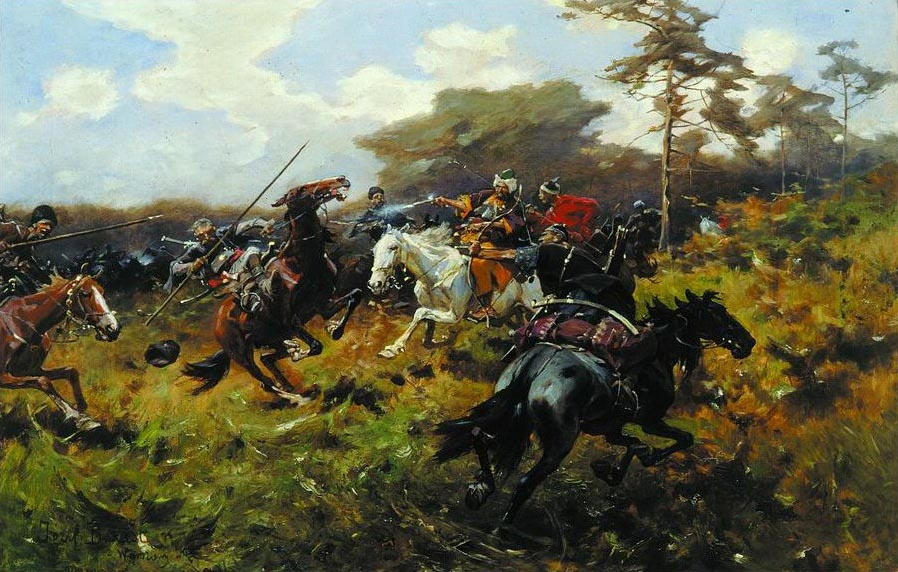
Юзеф Брандт, «Битва з татарами», бл. 1890 рік

У повстанні брало участь від 2000 до 3000 татарських вояків, хоча точна кількість не встановлена. Примітно, що повстали лише ті татарські загони, які служили у війську Корони, але не ті, що служили у війську Великого князівства Литовського. Деякі джерела також стверджують, що до повстання приєдналася невідома кількість чермисів, які через повстання Хмельницького також були позбавлені засобів існування.
В результаті повстання липки стали підданими османського султана Мехмеда IV. Спочатку повсталі загони об'єдналися з козацьким гетьманом Петром Дорошенком, союзником Османської імперії, і чекали передбачуваного вторгнення султанської армії до Речі Посполитої. Під час кампанії польсько-османської війни повстанці служили провідниками та розвідниками для основної армії султана, оскільки вони добре знали місцевість, і в результаті завдали великої шкоди польсько-литовським військовим зусиллям. Лідер заколоту, ротмістр (ротамайстер) Александр Кричинський, був призначений султаном беєм Бару в нагороду за його втечу.
Поки основна турецька армія облягала Кам'янець-Подільський, татарські загони грабували й спалювали околиці Поділля. Кілька разів липки, одягнені в польські уніформи, в'їжджали верхи в польські села як союзники, а потім швидко атакували і захоплювали здивованих жителів. Після падіння Кам'янця султан оселив навколо нього частину липків, а пізніше, після закінчення повстання, це були, як правило, татари, які не повернулися до Речі Посполитої. Кам'янецькі липки досі дотримуються своїх окремих традицій.
Однак незабаром більшість рядових татарських вочків під командуванням Кричинського стали незадоволені своєю долею під владою султана. Того ж місяця, коли впав Кам'янець, деякі з сотників Кричинського надіслали таємного листа до польського гетьмана Яна Собеського, в якому містилися десять умов, за яких татари були готові повернутися на бік Речі Посполитої. Спочатку ця пропозиція була відкинута.

## Повторне входження до Речі Посполитої

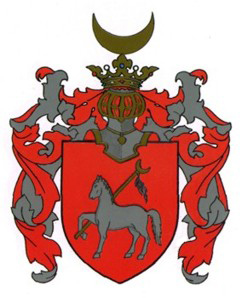
«Араз» Герб татарської шляхти. Зверніть увагу на півмісяць у верхній частині бунчука. Герб липків часто включав мотиви, пов'язані з ісламом

Зрештою, заколот був недовгим. Литовські та польські татари звикли займати привілейовані позиції в Речі Посполитій і користуватися багатьма особистими свободами. У результаті їм було важко прийняти суворе і абсолютне правління султана. Крім того, територія навколо Бара, яку вони разом зі своїм командиром віддали османам, була бідною та спустошеною війною і не представляла великої цінності для звичайних вояків. Ще 1673 року в Барі збунтувалися татарські вояки, схопили та вбили Кричинського. У той же час польські та литовські війська почали переломити хід війни з турками і досягли багатьох успіхів (наприклад, у другій битві під Хотином). У 1674 році гетьман Ян Собеський взяв Бар, який захищали липки. Однак замість того, щоб покарати заколотників, він дозволив їм повернутися до колишньої служби. Під час польсько-шведської війни Собеський командував полком татарської кавалерії чисельністю 2000 осіб, і в результаті татари та Собеський дуже поважали один одного. Більшість липків повернулися до лав польсько-литовської армії та воювали до кінця польсько-османської війни на боці Речі Посполитої. Останні повстанські загони липків були знову прийняті до служби в Речі Посполитій 1691 року.

## Наслідки
1679 року завдяки старанням Собеського, теперішнього короля Польщі, сейм відновив татарські привілеї та релігійні свободи, а заборгованість виплачувалась землею (частина якої походила з приватних володінь Собеського). Більшість наданих володінь перебувала у східній Польщі і була надана на вічність в обмін на гарантію майбутньої військової служби (яка належним чином виконувалася в усіх наступних війнах). Звичайні вояки отримували невеликі господарства, а старшини — більші земельні наділи. Одна з місцевих легенд розповідає, що король пообіцяв одному особливо видатному ротмістру, Олеєвському, стільки землі, скільки він зможе об'їхати на коні за один день.

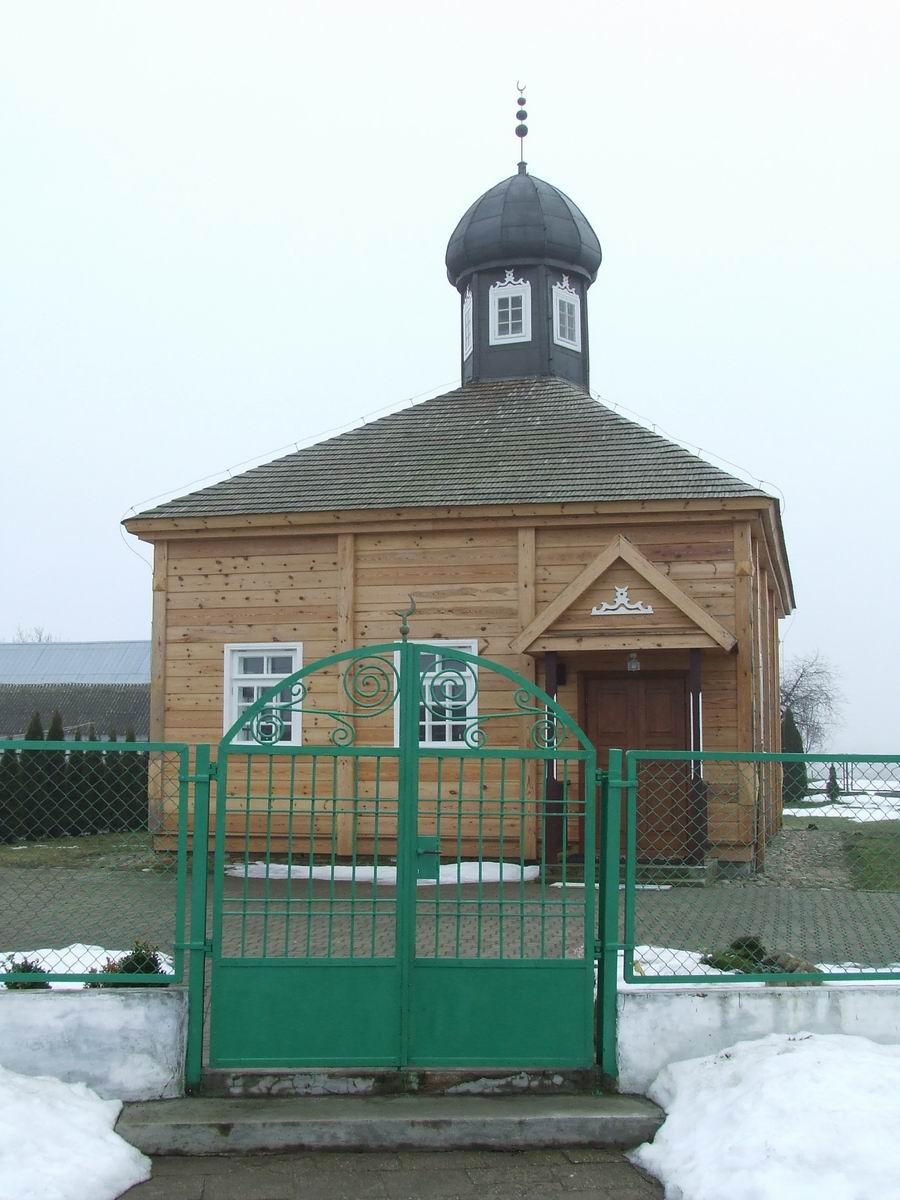
Мечеть у Бохониках, одному з сіл, переданих татарам після повстання

У наступні роки липки залишалися вірними Речі Посполитій. Вони воювали разом із Собеським під час його порятунку Відня у 1683 році (де татарський полковник Самуїл Мірза Кжечовський врятував життя короля в наступній битві під Парканами). Татари-липки, які воювали під Віднем, носили в шоломах гілку соломи, щоб відрізнятися від татарів, які воювали під керівництвом Кара Мустафи на турецькому боці. Липки, які відвідують Відень, традиційно одягають солом'яні капелюхи на честь участі своїх предків у прориві облоги Відня.
У період поділів Польщі вони у кількох повстаннях боролися за польську та литовську незалежність. Вони також служили в польській армії після того, як Польща відновила свою незалежність, і воювали проти нацистської Німеччини у Другій світовій війні.

## В літературі
- Повстання та пов'язана з ним польсько-османська війна формують передісторію третьої частини історичної трилогії Генрика Сєнкевича (який сам був татарином-липком) «Пожежа в степу».

## Повстання липків в Національному архіві Великої Британії
Національний архів Великої Британії, документи державних секретарів: державні документи за кордоном. СП 82/12
«Польський наступ на Кам'янець; великий турецький конвой, що прямував з Валахії в напрямку Кам'янця, атакований русинським воєводою за наказом польського короля, який потім поверне на Бар, сильне місто, в гарнізоні якого було багато литовців і татар, що повстали проти польської корони». Фоліо 170, що охоплює 27 листопада — 7 грудня 1674 року.
"Польська королева побувала в Тарнові; у Баррі головні офіцери беззастережно здалися польському королю, який послав майже 12 000 татар до Литви, турків до Кам'янця, а намісника до хана; Могилів та інші міста капітулювали, польське військо йшло до їхні зимові квартири, за винятком того, що Кам'янець має бути «охопленим». Фоліо 180, що охоплює період з 14 по 24 грудня 1674 р.